# Nicolaas Govert de Bruijn
Nicolaas Govert de Bruijn (L'Aia, 9 luglio 1918 – Nuenen, 17 febbraio 2012) è stato un matematico olandese.
Membro della Koninklijke Nederlandse Akademie van Wetenschappen, le sue ricerche spaziano in diversi ambiti della analisi matematica, della logica e dell'informatica. Tra le sue scoperte figurano il grafo di de Bruijn e la costante di de Bruijn-Newman.